# Nishida Kitarō

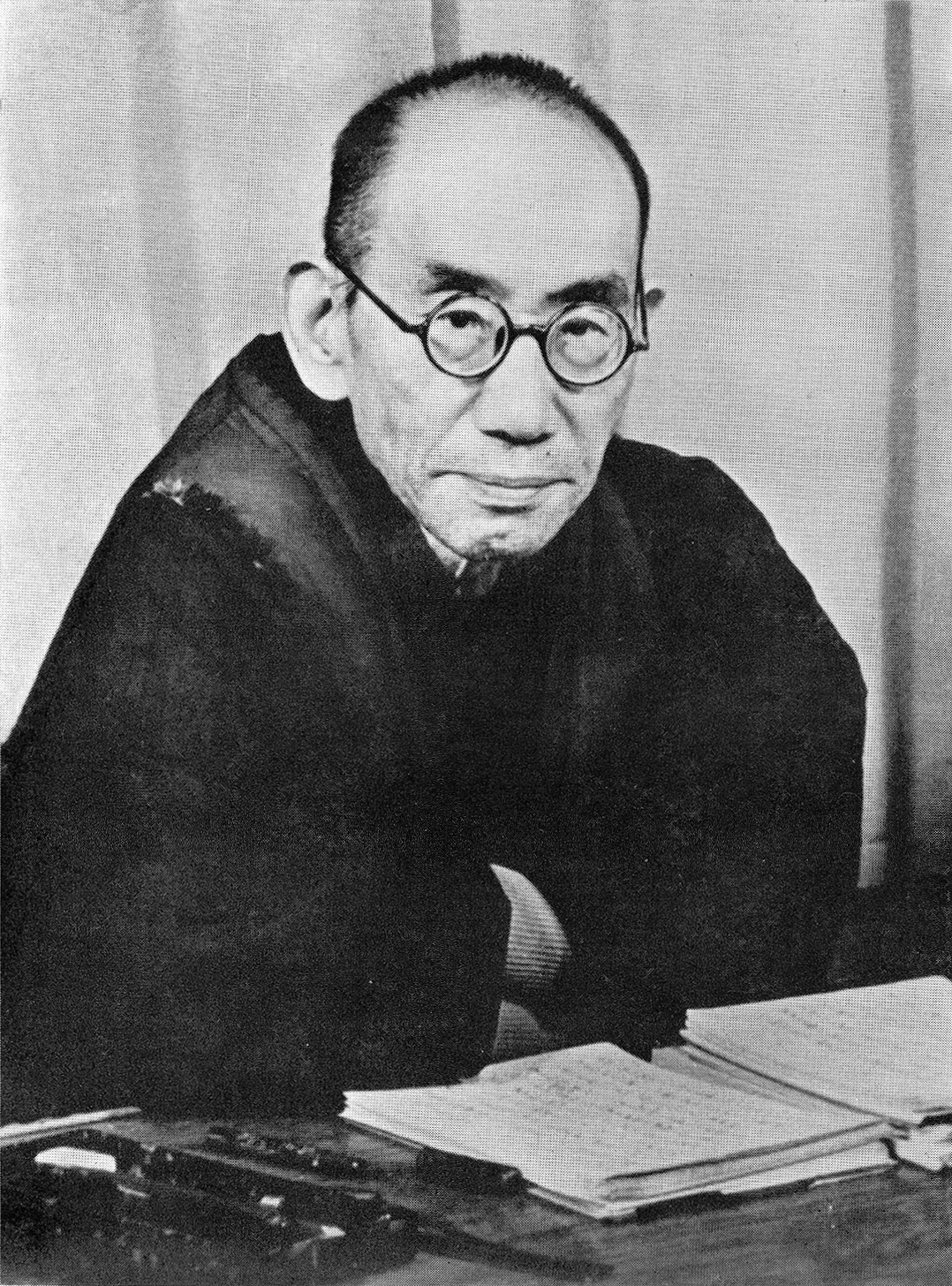
Nishida Kitarō

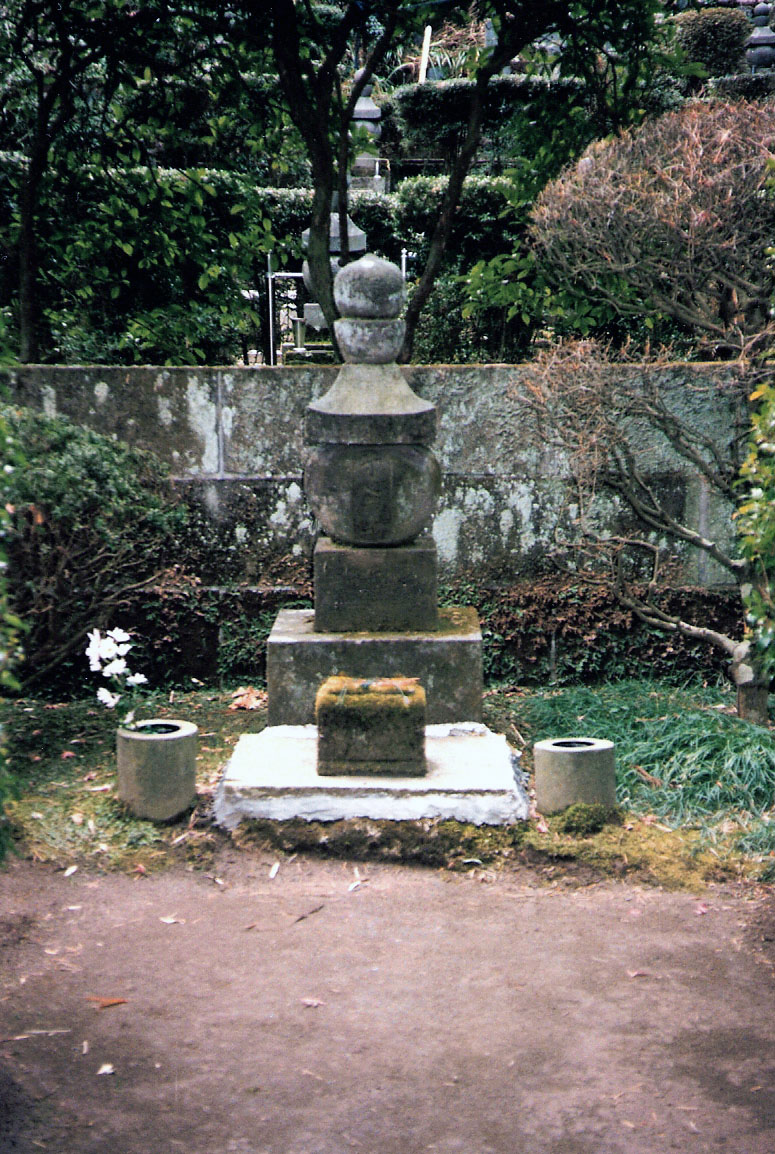
Tomba di Nishida a Kamakura

Kitarō Nishida (西田幾多郎 Nishida Kitarō; Unoke, 19 maggio 1870 – Unoke, 7 giugno 1945) è stato un filosofo giapponese, considerato il fondatore della Scuola di Kyōto e il filosofo giapponese più importante del XX secolo, ha contribuito ad introdurre le dottrine del Buddismo Mahāyāna nel pensiero filosofico.

## La vita
Dopo gli studi liceali compiuti presso il Ginnasio della prefettura (府立体育会館,  furitsu taiikukaikan) di Kanazawa dove conobbe Daisetsu Teitarō Suzuki (鈴木大拙貞太郎, 1860-1966) si trasferì a Tokyo per frequentare l'università.
Di salute cagionevole, fin da giovane mostrò tuttavia le sue profonde doti intellettuali. Si laureò nel 1894 in filosofia con una tesi su David Hume, all'Università imperiale di Tokyo.
L'anno successivo, nel maggio del 1895, sposò la cugina (materna) Tokuda Kotomi (1875-1925).
Dopo aver insegnato nelle scuole medie divenne professore di psicologia e logica alla  Fourth High School di Kanazawa, durante questo periodo compose la sua prima opera filosofica, Zen no kenkyū (善の研究, Studio sul bene), che fu pubblicata successivamente, nel 1911, ottenendo un notevole successo.
Si trasferì quindi a Tokyo dove insegnò al Gakushūin (学習院), e, successivamente, nel 1910, all'Università imperiale di Kyoto in qualità, inizialmente di professore assistente di etica, poi in quella di professore ordinario di filosofia della religione (1913) e infine professore ordinario di filosofia (1914).

Si ritirò a vita privata nel 1928, a seguito di una serie di disgrazie che colpirono la sua famiglia: nel 1920 perse l'amato figlio Ken (nato nel 1898), mentre la moglie morì nel 1925 dopo essere stata costretta a letto per sei anni a seguito di un ictus, anche le altre figlie soffrirono di malattie gravi come la tubercolosi e la febbre tifoidea. Amareggiato dalla vita ebbe modo di osservare che 
Morì a seguito di una malattia renale, il 7 giugno 1945, poco prima della fine della seconda guerra mondiale. La sua tomba si trova a Kyoto, ospitata nel Reiun-in (霊云院), un padiglione del più ampio tempio buddista zen Myoshin-ji (妙心寺).

## Il pensiero
Takeuchi Yoshinori (武内義範, 1913–2002) individuò già nelle prime righe della prima opera di Nishida Kitarō Zen no kenkyū, il cuore del suo pensiero filosofico:
(Nishida Kitarō, da Zen no kenkyū (善の研究, Studio sul bene), riportato da Takeuchi Yoshinori in Nishida Kitarō, Encyclopedia of Religion, NY, Macmillan, 1989; in italiano Enciclopedia delle Religioni vol.10, Milano, Jaca Book, 2005, pag. 453)
In questa opera è evidente l'influenza di autori come Henri Bergson (1859-1941) e William James (1842-1910) ma anche delle dottrine spirituali del Buddismo Zen, la cui disciplina, con la peculiare pratica dello zazen e dei kōan, fu seguita da Nishida per dieci anni circa, a partire dalla metà degli anni venti.
Michiko Yusa (遊佐道子) evidenzia infatti come molte dottrine proprie del Buddismo Mahāyāna, e segnatamente del Buddismo Zen, come l'unità della mente-corpo, dell'oggetto-soggetto, della vacuità, della pura esperienza, della natura di Buddha insita in ogni elemento della realtà, siano proprie del vocabolario filosofico di Nishida.
Ueda Shizuteru (上田閑照, 1926-) osserva come ciò che interessa il pensiero di Nishida non sia solo la vita in quanto tale ma la vita in rapporto con la sua morte e che il significato profondo di questa vita-morte lo si riscontri proprio nella comune vita quotidiana. In questa prospettiva Nishida ha coniato l'espressione di "quotidianità escatologica".

## Le opere
L'opera completa di Nishida Kitarō è raccolta in:
- Nishida Kitarō Zenshū (Opere complete di Nishida Kitarō), 19 volumi, IV edizione (Tokyo, 1987–1989).

In italiano sono state tradotte le sue seguenti opere:
- Watakushi to nanji: L'io e il tu. Padova, Unipress, 1996
- Zen no kenkyū (善の研究): Uno studio sul bene. Torino, Boringhieri, 2007.
- Bashoteki ronri to shūkyōteki sekaikan (場所的論理と宗教的世界観): La logica del luogo e la visione religiosa del mondo. Palermo, L'Epos, 2005.
- Basho (場所): Luogo. Milano-Udine, Mimesis, 2012